# Щекотка
Щекотка — воздействие на кожный покров человека или некоторых видов животных. Вызываемое этим ощущение щекотки обыкновенно сопровождается общим возбуждением с порывистым смехом и массой невольных, нестройных отражённых движений (рефлекторных). Лицо при этом обыкновенно краснеет, пульс и дыхание учащаются, и человек после продолжительного щекотания может впасть в изнеможение.
В ответ на щекотку смеётся не только человек, но и человекообразные обезьяны. Правда, смех у них отличается от человеческого, но тем не менее он узнаваем. Также в конце XX века появились данные, что и крысы при щекотке издают определённый ультразвуковой сигнал с частотой 50 кГц. Этот сигнал вполне можно рассматривать как аналог смеха, так как он ассоциирован у крыс с игровым поведением.
Существует два вида щекотки — книсмезис, то есть ощущение лёгких прикосновений, и гаргалезис, ощущения более грубых воздействий на особые «щекотные» места на теле — подмышки, по ребрам по сторонам тела, подошвы ног и некоторые другие. Громкий смех, судорожная мимика, сокращение мышц диафрагмы сопровождают только второй тип щекотки, гаргалезис.
Для обозначения людей, чувствительных к щекотке, в русском языке применяется устойчивая фраза «боится щекотки», хотя допускается также слово «щекотливый» (-ая). До настоящего времени общепринятого научного объяснения щекотки не имеется, включая причины возникновения этого ощущения и роли в эволюционном процессе.
Наиболее подверженные щекотке части тела человека: внутренняя часть ушных раковин, область рёбер, шея, бока, подмышки, живот, пупок, паховая зона, подколенные ямки, стопы (особенно подошвенная часть).

## Теория щекотки
В настоящее время существует ряд объяснений природы щекотки, но ни одна не является основной. Согласно одной из гипотез, щекотка — это пассивная защитная реакция организма, которая досталась человеку в ходе эволюции от животных более низкого класса. Она служит скорейшему обнаружению на коже чужеродных вредных насекомых. При этом без ответа остаётся главный вопрос о щекотке: «Почему человек смеётся, когда его щекочут?». Опасность — это страх. Смех при страхе — это редкое явление, вызванное высоким уровнем нервного перенапряжения. В случае со щекоткой смех — это правило. Кроме того, у многих организмов существует более мощная система защиты, называемая «боль», которая сигнализирует о повреждении тканей или развитии патологических процессов. При этом чувство боли не порождает смех.
Вместе с тем, Дэвид Гартли, один из основателей ассоциативной психологии, высказал мнение о том, что «смех — это зарождающийся плач, внезапно прерванный. Если то же самое удивление, которое заставляет маленьких детей смеяться, немного усилится, они заплачут». Щекотка, как он считал, вызывает смех, ибо она не что иное, как «мгновенная боль и ощущение боли, после чего и то и другое моментально исчезает, так что возникновение и исчезновение боли чередуются».

При этом, если бы щекотка была защитной реакцией, то в ходе эволюции это ощущение должно было утратиться у северных народов в связи с отсутствием в холодных широтах опасных насекомых. Однако до настоящего времени нет данных о том, что чувствительность к щекотке зависит от расы.

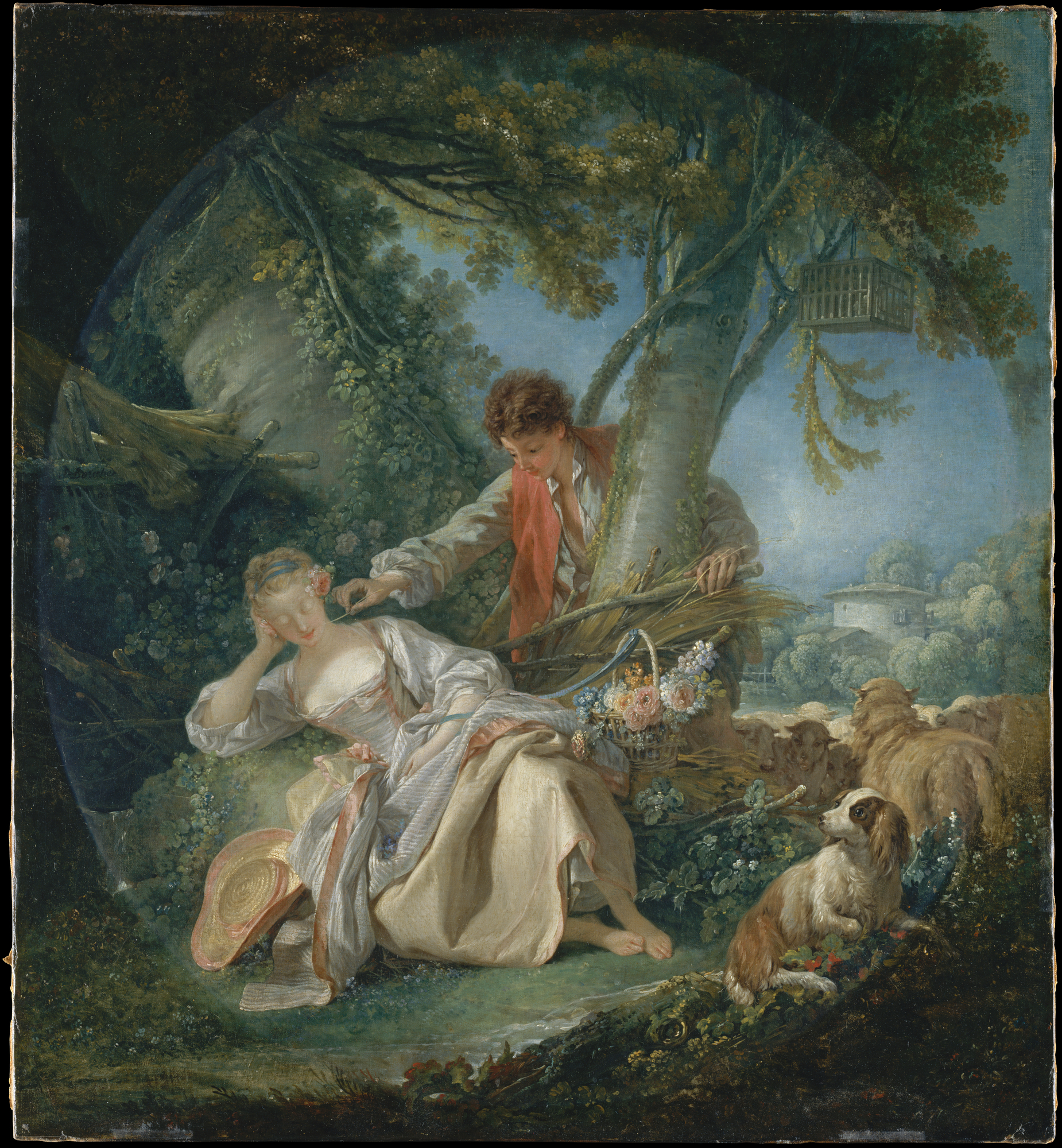
Франсуа Буше, «Прерванный сон», 1750

Интересной особенностью щекотки является также то, что она может восприниматься как приятное ощущение. Исследования американских учёных показали, что механизм восприятия людьми щекотки схож с ощущениями боли, но с разной внешней реакцией и реализацией. Если боль доставляет мучения, то у большинства детей и некоторых взрослых людей непродолжительная щекотка вызывает положительные эмоции.
Вместе с тем, в середине XVIII века исследователь Дж. Битти назвал смех от щекотки «животным», а смех, вызванный психологическими причинами, — «сентиментальным» (Beattie, 1779. Р. 303, 305). Приверженцы этого взгляда полагают, что щекотка, будучи непосредственной стимуляцией нервной системы, не имеет никакого отношения к юмору и что вызываемый ею смех — чисто рефлекторный, нечто вроде рефлекторных слез, вызываемых луком.
Против версии о защитной функции щекотки говорит также тот факт, что ощущение щекотки очень быстро пропадает у тех, кого щекочут. В то же время боль сохраняется до полного выздоровления поражённого органа, а в некоторых случаях присутствует постоянно (хронические или фантомные боли).
Таким образом, вероятно, щекотка является не более чем «побочным эффектом» в сложной структуре нервной системы сложных организмов, который возникает на пограничных состояниях между мягкими ласковыми касаниями и более сильным воздействием вызывающим боль. Это подтверждается также тем, что очаги повышенной чувствительности к щекотке расположены в местах с наиболее нежной кожей или являющихся сосредоточением крупных нервных узлов.

## В истории
В средневековой Европе и в Индии щекотка применялась как особая пытка.

## В культуре
Помещица Анфиса Порфирьевна в «Пошехонской старине» М. Е. Салтыкова-Щедрина в качестве изощренного наказания велела щекотать провинившуюся горничную «до пены у рта».
Журналист из Новой Зеландии Дэвид Фарриер снял документальный фильм "Щекотка" (Tickled) в 2016 году. Фильм куплен для показа HBO и Magnolia Pictures.

## Гипотезы о природе щекотки
1. Щекотка — это рефлекторная реакция кожи человека на мелких животных и насекомых, не исчезнувшая с эволюционированием вида. Американская научно-популярная писательница И. Джонсон считает, что щекотка воспринимается кожей и передается в мозг как сигнал угрозы. Смех же во время щекотания госпожа Джонсон объясняет тем, что «когда мгновенный испуг проходит и человек осознает, что никакой угрозы нет, он облегченно разражается нервным смехом». Чем сильнее щекотка, тем больше испуг и тем сильнее смех.
2. Щекотка — встроенный «генератор хорошего настроения». В его задачу входит возбуждение внутренних ресурсов организма, которые начинают активнее работать, пополняя кровь различными веществами. Так щекотка стабилизирует психическую нестабильность, повышает иммунитет, заряжает положительной энергией эмоции человека. Однако учёные из Калифорнийского университета установили, что щекотка может не способствовать улучшению настроения: эксперименты показали, что судорожные подёргивания человека, которого щекочут, не имеют ничего общего с весельем. Издавая похожие на смех звуки, человек, сам того не осознавая, показывает, что данный тип воздействия — щекочущий — ему неприятен и он хотел бы его прекратить.
3. Щекотка — побочный эффект, возникший при развитии нервной системы человека. Ориентированная на все виды раздражителей, включая контактные, центральная нервная система обрела пограничную «зону» между основными типами воздействия: лаской и болью.

## Самощекотка
Ещё Аристотель подметил, что невозможно щекотать самого себя, и похоже, что больше к этой теме не возвращался. Современные исследования подтвердили предположения Аристотеля, объяснив, что обеспечивает невозможность самощекотания мозжечок. Связано это с тем, что организм понимает от чего возникает щекотка и осознает, что видимых угроз нет, т.к. сам выполняет роль агрессора. Человек не может пощекотать себя, потому что последствия самостоятельных движений предсказываются и подавляются мозжечком в других частях мозга. У людей с поражённым мозжечком механизм предсказания движений и подавления реакции на собственные движения может быть утрачен, и в этом случае они могут пощекотать себя. Люди, страдающие шизофренией, также могут щекотать сами себя. Это происходит при симптоме бреда воздействия, когда больным кажется, что кто-другой управляет действиями их рук, но только не они сами.